# ميدنايت كلوب 3: داب إديشن
ميدنايت كلوب 3: داب إديشن (بالإنجليزية: Midnight Club 3: DUB Edition)‏ هي لعبة سباق مطورة بواسطة شركة روكستار سان دييغو ونشرت بواسطة شركة روكستار جيمز وهي اللعبة الثالثة من سلسلة ألعاب نادي منتصف الليل بعد سباق الليل المتصل:لوس أنجليس، اللاعبين يفتحون سباق على عالم مفتوح مكون من مدن سان دييغو، كاليفورنيا وأتالانتا وديترويت وهذه اللعبة تعمل على بلاي ستيشن 2 وإكس بوكس.

## وصلات خارجية
- Midnight Club 3: DUB Edition official website
- Midnight Club 3: DUB Edition Remix  official website
- Midnight Club 3: DUB Edition على مشروع الدليل المفتوح
- Midnight Club 3: DUB Edition Remix على مشروع الدليل المفتوح
- ميدنايت كلوب 3: داب إديشن على موبي غيمز
- Midnight Club 3: DUB Edition Remix على موبي غيمز